# アイム・ユア・ウーマン
『アイム・ユア・ウーマン』（原題:I'm Your Woman）は2020年に公開されたアメリカ合衆国のドラマ映画である。監督はジュリア・ハート、主演はレイチェル・ブロズナハンが務めた。

## 概略
1970年代。ジーンは専業主婦として何不自由ない暮らしを送っていた。ジーンは夫（エディ）が窃盗で金を稼いでいると知っていたが、今の暮らしを失いたくないが故に目をつぶっていた。そんなある日、エディは仲間を裏切ったために犯罪組織から命を狙われることになった。エディの知人（カル）の協力の下、ジーンは赤ん坊を連れて逃亡生活に入った。右も左も分からぬジーンは途方に暮れたが、そんな彼女の支えになったのはカルの妻、テリーであった。

## キャスト
※括弧内は日本語吹替。
- ジーン：レイチェル・ブロズナハン（生天目仁美）
- カル：アリンゼ・ケニ（杉村憲司）
- テリー：マーシャ・ステファニー・ブレイク（木下紗華）
- エディ：ビル・ヘック（福田賢二）
- アート：フランキー・フェイソン（辻親八）
- イヴリン：マルセリーヌ・ヒューゴ（槇原千夏）
- ホワイト・マイク：ジェームズ・マクメナミン（桐本拓哉）

## 製作
2019年4月26日、レイチェル・ブロズナハンがジュリア・ハート監督の新作映画に出演することになったと報じられた。9月11日、マーシャ・ステファニー・ブレイクとアリンゼ・ケニの起用が発表された。10月23日、本作の主要撮影がペンシルベニア州のピッツバーグで始まった。29日、ビル・ヘック、フランキー・フェイソン、マルセリーヌ・ヒューゴ、ジェームズ・マクメナミンがキャスト入りした。2020年9月30日、アスカ・マツミヤが本作で使用される楽曲を手がけるとの報道があった。

## 公開・マーケティング
2020年10月14日、本作のオフィシャル・トレイラーが公開された。15日、本作はAFIフェストでプレミア上映された。

## 評価
本作は批評家から高く評価されている。映画批評集積サイトのRotten Tomatoesには21件のレビューがあり、批評家支持率は90%、平均点は10点満点で7.4点となっている。サイト側による批評家の見解の要約は「スマートかつ洗練されており、型破りな作品である。『アイム・ユア・ウーマン』はレイチェル・ブロズナハンの素晴らしい演技によって命を吹き込まれている。また、ジュリア・ハート監督はほぼ完璧に自己の作品をコントロールしている。」となっている。また、Metacriticには7件のレビューがあり、加重平均値は61/100となっている。